# Таркек (спутник)
Таркек — естественный спутник Сатурна, известный также как Сатурн LII.

## Открытие
Был обнаружен на фотографиях в период с 5 января 2006 года по 22 марта 2007 года Скоттом Шеппардом, Дэвидом Джуиттом, Дженом Клина, Брайаном Марсденом, опубликовано 13 апреля 2007 года. Первоначально присвоено временное обозначение S/2007 S 1. В апреле 2007 года официально присвоено имя божества Луны из инуитской (эскимосской) мифологии.

## Орбита
Таркек совершает полный оборот вокруг Сатурна на расстоянии в среднем 17 910 600 км за 894 дня и 22 часа. Орбита имеет эксцентриситет 0,108, при этом наклон орбиты к эклиптике составляет 49,904°.

## Физические характеристики
Диаметр Таркека составляет около 7 км.